# ロデリック・マーチソン
ロデリック・インピー・マーチソン（Roderick Impey Murchison、1792年2月19日 - 1871年10月22日）は、スコットランドの地質学者である。王立協会フェロー。

## 生涯
スコットランドの Ross and Cromarty の Tarradale に生まれた。ダラム・スクール (Durham School) から軍の学校に進み、軍務につき、1808年にはアーサー・ウェルズリーの指揮する作戦に参加した。8年間で軍を退役し、結婚してヨーロッパを旅した。
1818年にイギリスに戻った後、ハンフリー・デービーと知り合い、科学的な活動を勧められ、地質学の研究を始めた。1828年からチャールズ・ライエルと南アルプスを調査し、アダム・セジウィックらともアルプス山脈の地質の調査旅行を行った。 セジウィックとともに古生代の地層を調べ、古生代の年代をシルル紀とカンブリア紀の2つの地質時代に分けた。
1830年に設立されたロンドン地質学会の創立者のひとりで、何度か会長を務めた。1855年に英国地質調査所の所長となり、指揮をとった。

## 受賞歴
- 1849年: コプリ・メダル（王立協会）
- 1864年: ウォラストン・メダル（ロンドン地質学会）
- 1871年: 金メダル（創立者メダル）（王立地理学会）[2]

## 著書
- Geology of Cheltenham（1834年）
- On the Silurian and Cambrian Systems, Exhibiting the Order in which the Older Sedimentary Strata Succeed each other in England and Wales（1835年; セジウィックと共著）
- The Silurian System（1839年）
- On the Geological Structure of the Northern and Central Regions of Russia in Europe（1841年）
- Geology of Russia in Europe and the Ural Mountains（1845年）